# Polietereimmide
La polietereimmide (anche indicato con la sigla PEI o commercialmente come Ultem) è un tecnopolimero amorfo ad alta prestazione introdotto nel 1982.
Essa è disponibile commercialmente presso la SABIC (che ha acquisito General Electric Plastic Division nel 2007 e con essa i brevetti relativi al PEI) sotto il nome commerciale di Ultem.
La stabilità dei legami immidici conferisce a questo materiale elevata resistenza al calore,
resistenza alla deformazione ed elevata rigidità.
Il legame tra gli anelli fenilici fornisce il necessario grado di flessibilità di catena richiesto per una buona processabilità del fuso e dai requisiti reologici. 
Questo materiale ha buone proprietà di isolamento elettrico, stabili in un vasto intervallo di temperature e frequenze. 
La polietereimmide si presta ad applicazioni elettriche ed elettroniche, automobilistiche, aerospaziali e specialistiche come ad esempio montature da vista o sole.
Le applicazioni elettriche ed elettroniche riguardano alloggiamenti per interruttori di circuiti ad alto voltaggio, connettori di spine, bobine e rocchetti per alte temperature, serbatoi, drip tip e campane di vaporizzazione per sigarette elettroniche, scatole porta fusibili, pannelli stampati di controllo per impianti elettrici nonché per piatti di stampa per stampanti 3D FDM a causa delle sue peculiari caratteristiche termiche e di aderenza ad altri polimeri plastici come il PLA, l'ABS, il PETG, etc..